# Cyclomoteur
 (novembre 2018).
Si vous disposez d'ouvrages ou d'articles de référence ou si vous connaissez des sites web de qualité traitant du thème abordé ici, merci de compléter l'article en donnant les références utiles à sa vérifiabilité et en les liant à la section « Notes et références ».

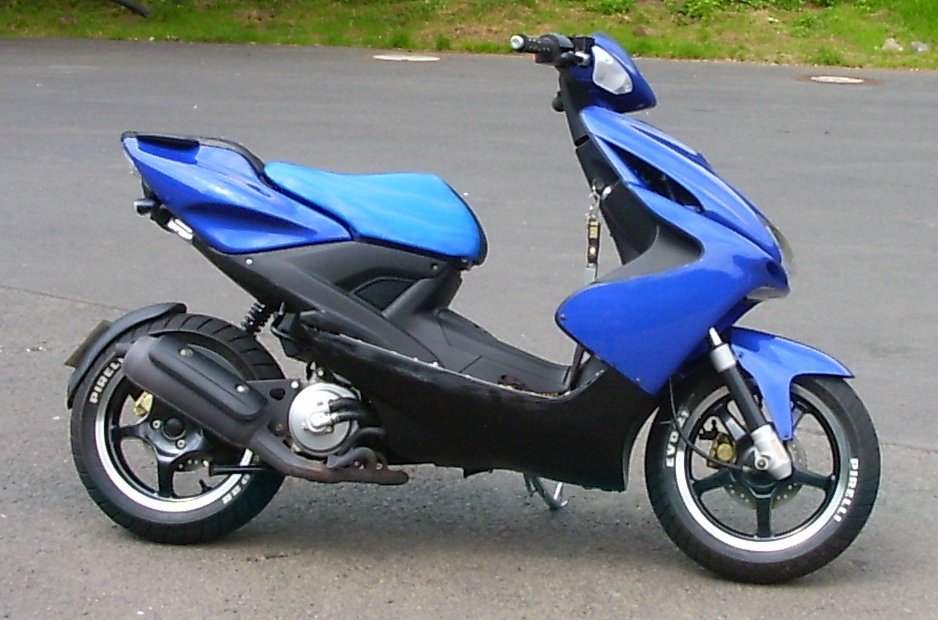
Un scooter actuel de 49.9 cm3.

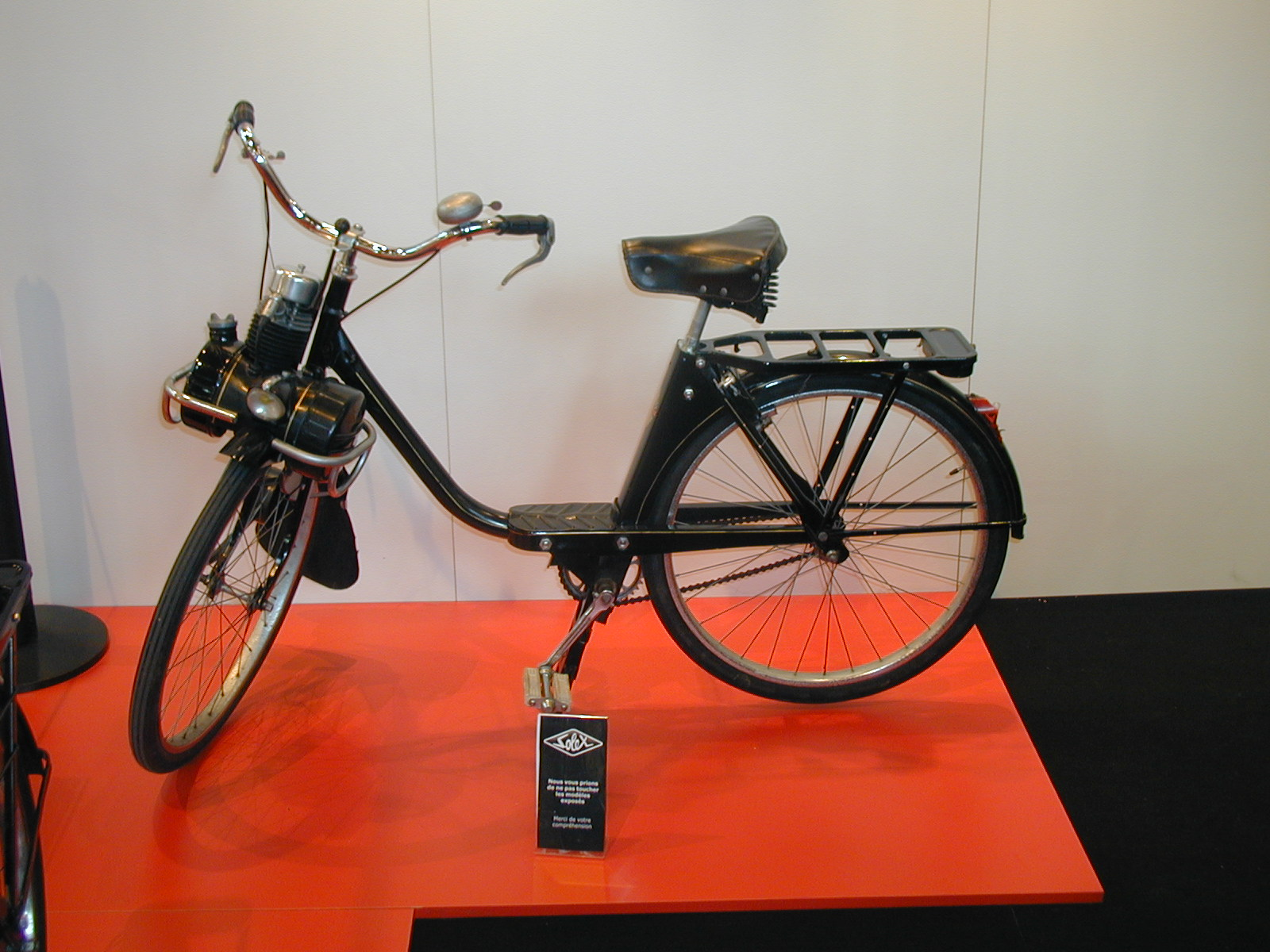
VéloSoleX 1010 de 1957.

Un cyclomoteur est une catégorie règlementaire de véhicules à deux ou trois roues motorisés de petite cylindrée. La plupart des pays ont une législation similaire et une appellation spécifique.

## Le cyclomoteur selon les pays
Que ce soit en ou hors Europe, la règlementation peut être très différente d'un pays à l'autre. Mais le cyclomoteur désigne, dans tous les cas, les deux-roues de très petite cylindrée ayant une vitesse de pointe modérée, avec des conditions pour l'autorisation de conduite (notamment en termes de permis) simplifiées par rapport aux autres types de véhicules comme voitures ou motos.

### En Europe
La règlementation pour les deux-roues de moins de 50 cm3 varie entre les pays européens, et il est difficile de connaître les lois pour chacun d'eux. Contrairement aux idées reçues, ce n'est pas en France qu'elles sont les plus restrictives. Dans certains pays, la vitesse limite d'un cyclomoteur est de 25, voire 20 km/h, alors que dans d'autres, elle est de 69 km/h, voire non limitée. L'âge minimum est variable, de 14 à 18 ans selon les pays et le type de cyclomoteur. Par exemple, au Danemark, la conduite d'un cyclomoteur ne dépassant pas 45 km/h n'est possible qu'à partir de 18 ans et avec permis (16 ans avec permis pour les cyclomoteurs n'excédant pas 30 km/h). Une tentative d'harmonisation est en cours, mais est loin d'être achevée.

#### Allemagne
En 1952, l'Allemagne définit une norme imposant 580 mm de diamètre maximal des roues, manivelles de 125 mm minimum, poids maximum de 33 kg.
Faisant exception à la règle, la Lohmann allemande des années 1950 était un cyclomoteur doté d'un moteur Diesel de 18 cm3,.
Les cyclomoteurs ne dépassant pas 25 km/h peuvent être conduits dès 15 ans, avec seulement une formation et un examen théoriques équivalent à l’ASSR (anciennement BSR) en France. Dès l'âge de 14 ans, après formation et examen pratiques, il est possible de conduire un cyclomoteur dont la vitesse peut dépasser 25 km/h sans dépasser 45 km/h.

#### Belgique
Le nom utilisé pour ce genre de véhicule est le cyclomoteur et sa vitesse maximale ne doit pas excéder 25 km/h pour les cyclomoteurs de classe A (qui ne demandent pas de permis de conduire) ou 45 km/h pour ceux de classe B qui demandent un permis de conduire (examen théorique, puis examen pratique après quatre heures d'apprentissage obligatoires dans une auto-école). L'âge minimal pour la conduite de ces véhicules est de 16 ans.
Jusqu'en 2014, l'immatriculation n'était pas obligatoire pour les cyclomoteurs, néanmoins, une plaque jaune (de 8 × 8 cm) apposée à l'arrière du véhicule restait obligatoire pour les cyclomoteurs de classe A. Depuis, les nouveaux cyclomoteurs doivent être immatriculés.
Prendre un passager est autorisé dès l'âge de 18 ans sans devoir passer de permis supplémentaire.

#### France

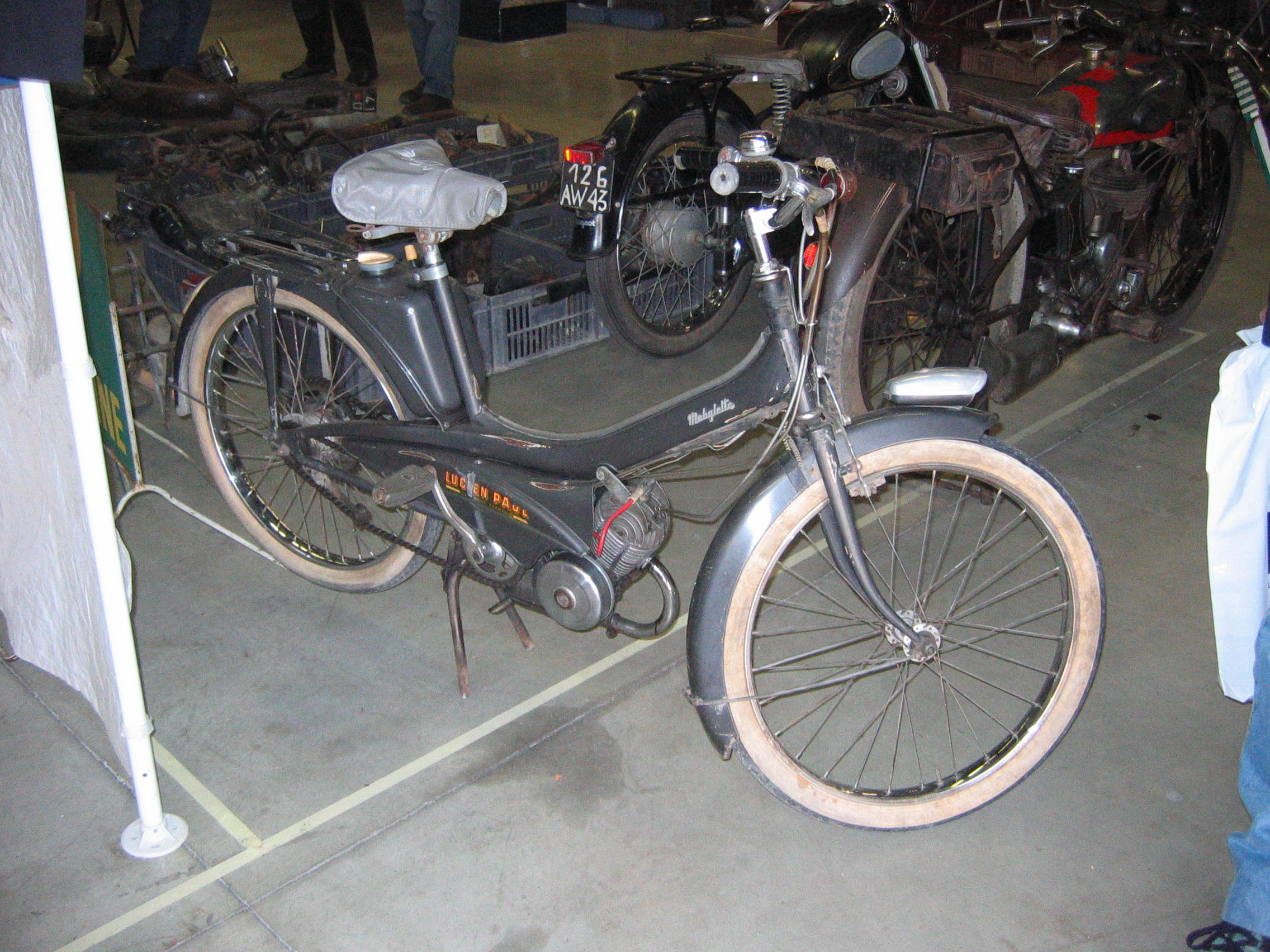
Mobylette AV 42 (1961-1970).

Depuis 1943, un cyclomoteur est un véhicule à deux ou trois roues muni d'un moteur d'une cylindrée strictement inférieure à 50 cm3 pour les moteurs à combustion interne et, depuis 1963, une vitesse maximale de 50 km/h puis à partir de 1976 de 45 km/h. Pour les autres types de moteurs (moteur électrique par exemple), la puissance maximale ne doit pas excéder les 4 kW. La catégorie cyclomoteur, avec la catégorie vélomoteur  (aujourd'hui « moto légère »), a remplacé celle des bicyclettes à moteur auxiliaire (BMA).
Dans le langage courant, les usagers et même les professionnels ont tendance, par abus de langage, à réduire le terme cyclomoteur (ou cyclo) uniquement aux machines ayant la forme d'une Mobylette alors que ce terme désigne l'ensemble des deux- (ou trois-) roues de 50 cm3 ne devant pas dépasser 45 km/h, quelle que soit leur forme (Mobylette, moto ou scooter).
L'obligation de présence de pédales a disparu en juillet 1983. Toutefois, les cyclomoteurs équipés de pédales d'origine doivent en principe les conserver, surtout s'ils ne peuvent être démarrés qu'en poussant ou en pédalant (c'est-à-dire s'ils ne sont équipés ni de démarreur électrique ni de kick, le démarrage dit « à la poussette » n'est en principe, pas autorisé sur la voie publique), ou lorsque les pédales deviennent nécessaires pour assister, dans certains cas, notamment dans les côtes, le moteur sur les cyclomoteurs peu puissants (par exemple sur les Solex ou encore les Cady). Mais en pratique, le remplacement des pédales par les repose-pieds est toléré.

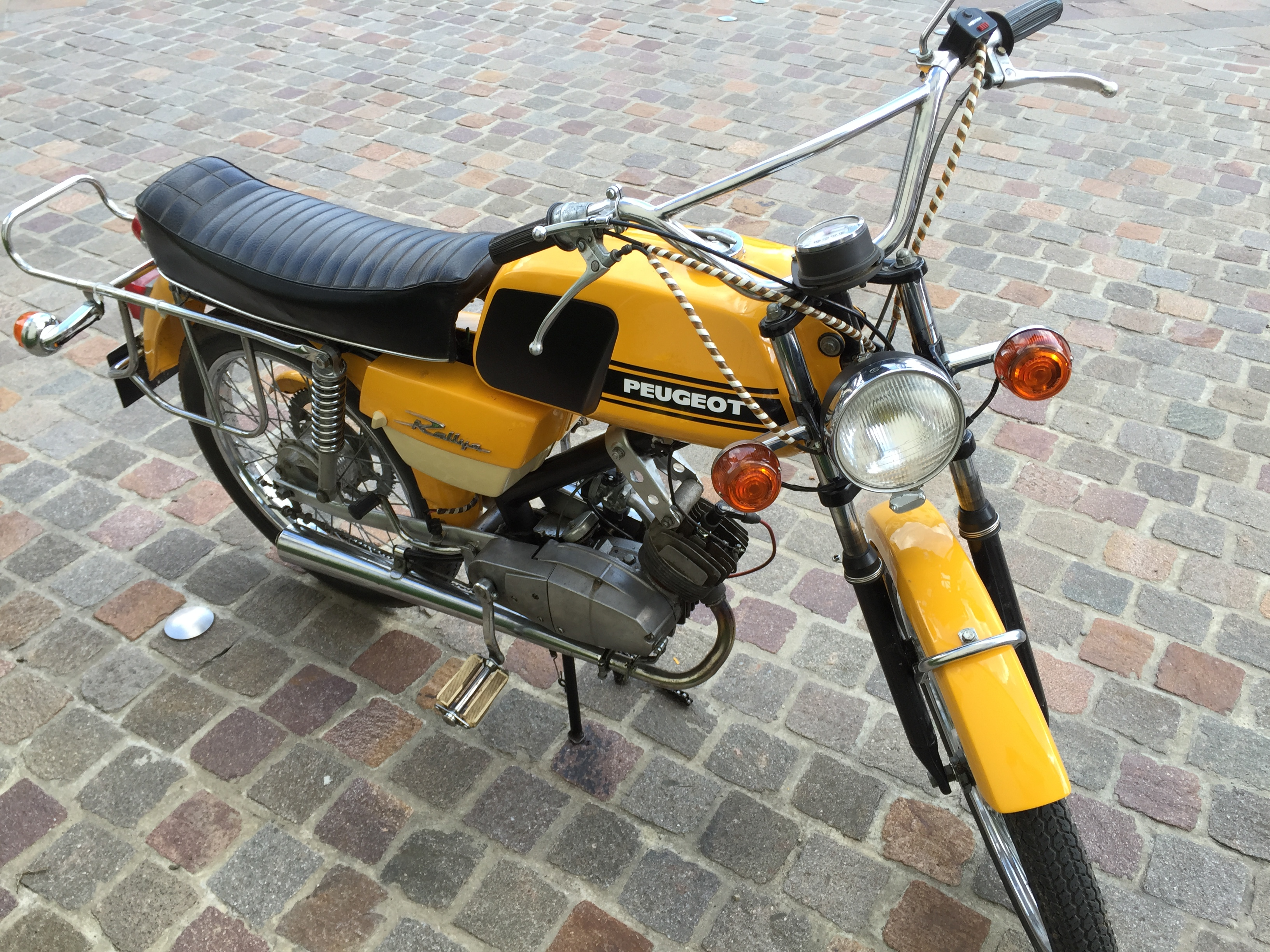
Peugeot TSR BB Rallye 1963.

Après avoir été interdite en 1981, la transmission par boîte de vitesses manuelle a été de nouveau autorisée en 1996. Dans le jargon, on appelle ces machines des « mécaboîtes ».
Note : Les mécaboîtes mises en circulation avant 1981 rentrent de nouveau dans la catégorie « cyclomoteur » (contre motocyclette légère auparavant) si leur vitesse ne dépasse pas 45 km/h, ou restent dans la catégorie « motocyclette légère » s'ils peuvent rouler à des vitesses supérieures.
L'immatriculation est obligatoire pour tous les véhicules, neufs et anciens, depuis le 1er janvier 2011.
Le transport d'un passager âgé de moins de 14 ans est autorisé si un siège, des repose-pieds et une poignée de maintien sont installés. Le transport d'un passager de plus de 14 ans n'est possible que si la carte grise mentionne deux places assises. Le transport des enfants de moins de 5 ans est autorisé si un siège spécial avec dispositif de retenue est installé, ainsi que s'il ne risque pas de se prendre les mains ou les pieds dans des parties mobiles.
Les cyclomoteurs n'ont pas le droit de circuler sur les autoroutes, les routes pour automobiles, la plupart des voies rapides, ni sur les pistes cyclables à moins qu'un panneau routier ne l'autorise.
Pour conduire un cyclomoteur :
- depuis le 19 janvier 2013, si l'on est né après le 1er janvier 1988, il faut soit avoir suivi la formation de BSR, soit avoir passé le permis de conduire AM depuis cette date, ou bien être titulaire d'un permis de conduire A ou B ;
- aucun permis ni formation n'est exigé si l'on est né avant cette date.

Nouvelle clientèle pour les cyclomoteurs : les adultes « sans permis » :
- auparavant réservé aux ados, le cyclomoteur voit aujourd'hui apparaître une nouvelle clientèle adulte. Deux raisons à ce phénomène :
  - la montée en flèche des suspensions, invalidations et annulations de permis de conduire en France,
  - le coût devenu très élevé (1 200 à 1 500 € voire plus) du permis de conduire auto, l'allongement des délais de présentation à l'examen (six mois pour une première présentation à la conduite, beaucoup plus pour une deuxième présentation à la suite d'un échec[Quand ?]) et la difficulté d'obtention du permis. Ainsi, certains renoncent à passer le permis,
  - ainsi, de plus en plus d'adultes « sans permis » se tournent vers ces machines pour garder une certaine autonomie et les constructeurs développent des cyclomoteurs adaptés pour eux : souvent de type scooters qui n'ont rien à envier aux 125 cm3 (gabarit type GT, équipements complets, moteurs 4-temps plus sobres), mais aussi plus chers qu'un cyclomoteur « pour ado ».

- La conduite d'un cyclomoteur reste en effet autorisée pour les personnes faisant l'objet d'une suspension ou annulation du permis de conduire. Une exception toutefois : si à la suite d'une suspension ou annulation judiciaire du permis de conduire, le juge a étendu l'interdiction de conduire à l'ensemble des véhicules terrestres à moteur, y compris ceux ne nécessitant pas de permis. Cependant, ce type de sanction n'est prononcé que dans des cas très graves comme : homicide involontaire, récidive de conduite sous l'emprise d'état alcoolique ou de stupéfiant, de conduite sans permis, de grands excès de vitesse.

- À noter qu'un adulte né après le 1er janvier 1988 s'étant fait retirer son permis de conduire doit demander à la préfecture la délivrance du permis AM[5].

Les deux inconvénients majeurs du cyclomoteur « pour adulte » :
- leur vitesse de pointe faible : 45 km/h, suffisante pour circuler en ville, mais handicapante, voire dangereuse en dehors des agglomérations où les autres usagers (camions compris) peuvent rouler deux fois plus vite. C'est aussi pour cette raison qu'ils sont interdits sur autoroutes et routes pour automobiles ;
- le coût élevé de l'assurance. La cotisation annuelle pour assurer un cyclomoteur est souvent supérieure à celle d'une motocyclette légère. Ces tarifs élevés sont dus essentiellement à la clientèle historique de ces machines : les ados de 14 à 18 ans, victimes de nombreux accidents mortels. Pour un adulte qui vient de se faire retirer son permis de conduire, il est difficile pour lui d'assurer un cyclomoteur, bien que des assurances spécialisées existent. Dans tous les cas, la tournée des assurances pour comparer, voire le passage par un courtier, s'avère nécessaire pour obtenir le tarif le plus juste.

##### Équipements obligatoires
- Une vignette d'assurance collée à un endroit visible (dématérialisée depuis le 1er avril 2024[6]).
- Immatriculation sur tous les cyclomoteurs quelle que soit leur date de première mise en circulation.
- Un rétroviseur côté gauche.
- Une plaque constructeur comportant le nom du constructeur, la marque de réception, le numéro d'identification, le niveau sonore à l'arrêt et le régime moteur correspondant.
- Un avertisseur sonore.
- Un ou deux projecteurs à l'avant.
- Un dispositif de freinage à l'avant et un à l'arrière.
- Un ou deux feux de position à l'arrière.
- Un ou deux dispositifs réfléchissants, catadioptres, latéraux.
- Un dispositif réfléchissant, catadioptre, à l'arrière.
- Dispositif réfléchissant, catadioptre, sur les pédales.
- Un ou deux feux de freinage rouges à l'arrière.
- Un dispositif d'éclairage de la plaque d'immatriculation.
- Un indicateur de vitesse.
- Un compteur kilométrique.
- Les pédales restent obligatoires sur les cyclomoteurs qui en disposent d'origine.

Ces équipements ne sont obligatoires que pour les cyclomoteurs qui en disposent d'origine (sauf l'obligation d'immatriculation qui est l'une des rares lois rétroactives). Les lois successives obligeant à fournir ces équipements n'étant pas rétroactives, ces obligations ne sont effectives que s'il est précisé sur la feuille des mines que cet équipement est d'origine.

###### Immatriculation des cyclomoteurs anciens
L'immatriculation d'un cyclomoteur, quel que soit son âge, est obligatoire pour pouvoir circuler sur la voie publique. Cependant, immatriculer un cyclomoteur ancien (surtout si c'est un cyclomoteur de la famille) peut devenir un véritable casse-tête du fait de l'absence des justificatifs obligatoires (les propriétaires disposent rarement de la facture ou du certificat de cession ainsi que du certificat de conformité d'un cyclomoteur acheté il y a plus de vingt ans).
La demande d'immatriculation et du certificat correspondant s'effectue en préfecture sur présentation des documents suivants :
- le formulaire cerfa no 13750*03 de demande d'immatriculation dûment rempli. Pour les mineurs, il est nécessaire que la demande d'immatriculation soit signée par une personne disposant de l'autorité parentale (père ou mère) ou par le tuteur légal (présentation du jugement du juge des tutelles) ;
- un justificatif d'identité en cours de validité (carte nationale d'identité, passeport, permis de conduire, etc.) ;
- un justificatif de domicile (quittance de loyer, de gaz, d'électricité, d'eau ou de téléphone de moins de six mois, etc.) ;
- une facture ou le formulaire cerfa no 13754*02 de déclaration de cession dûment rempli par l'ancien et le nouveau propriétaire ;
- un certificat de conformité ou, à défaut, le duplicata du certificat de conformité délivré par le constructeur ou son représentant en France ou la facture du véhicule ou l'attestation délivrée par la compagnie d'assurance (à condition que ces deux derniers documents comportent au moins le genre, la marque, le type et le numéro d'identification du véhicule) ;
- une attestation sur l'honneur certifiant la propriété du cyclomoteur peut également être demandée.

Le principal problème est de se procurer le certificat de conformité car souvent le constructeur du cyclomoteur n'existe plus, et même s'il existe toujours, ses archives ne sont plus disponibles. Tout comme les factures ou certificats de cessions pour les cyclos que les propriétaires possèdent depuis longtemps. La loi telle qu'elle est rédigée est discriminatoire et liberticide, et aurait dû être censurée par le conseil constitutionnel sur ce point. Un amendement devrait être proposé par le législateur introduisant un correctif à cette anomalie, tel qu'un engagement sur l'honneur signé devant un officier ministériel, ou une demande de dérogation à la présentation du certificat de conformité motivée.

##### Équipements facultatifs
- Un ou deux feux de routes
- Un rétroviseur côté droit.
- Des sacoches ou un coffre.
- Un antivol.
- Un odomètre (« totaliseur partiel »).
- Un voyant d'huile…

À noter que les équipements facultatifs du type, clignotants, feux de route, rétroviseur droit ou encore antivol deviennent obligatoires si le procès-verbal de réception du cyclomoteur délivré par l'administration (exemple de certificat de conformité) les mentionnent. Il convient donc de se reporter à ce document remis à l'achat du cyclomoteur pour connaître ce qui est obligatoire ou ne l'est pas. Par exemple, si le certificat de conformité mentionne « feux de direction avant et arrière » (clignotants), ceux-ci doivent être conservés et rester en parfait état de fonctionnement.

#### Suisse
Le cyclomoteur traditionnel est appelé familièrement « boguet » en Suisse romande et « Töffli » en Suisse alémanique (il est toujours limité à 30 km/h et a obligatoirement des pédales). L'âge minimum est de 14 ans et une formation théorique avec examen est nécessaire pour obtenir un permis de catégorie M et conduire un cyclomoteur ne dépassant pas 30 km/h (classe M = Mofa). Le permis de catégorie M est également obligatoire pour la conduite de vélos électriques limités à 25 km/h entre 14 et 16 ans et de vélos électriques limités à 45 km/h en tout temps. Il est interdit de transporter un passager.
À partir de 15 ans, avec permis (A1 45 km/h obtenu après examen théorique, douze heures de cours pratiques et examen pratique), il est possible de conduire des cyclomoteurs, avec variateur ou vitesses manuelles, limités à 45 km/h et les passagers sont interdits, et dès 16 ans, ceux non limités en vitesse de pointe (dans ce cas, seule la limitation de vitesse imposée par le code de la route s'applique), mais limités en puissance. La législation suisse les appelle des motocycles et le permis de catégorie A1 limité (motocycles d'une puissance maximale de 11 kW et un rapport puissance/poids maximal de 0,20 kW/kg) est nécessaire. Dès 16 ans, les passagers sont autorisés.

#### Récapitulatif par pays en Europe
Le tableau ci-dessous présente la règlementation selon les pays européens. Notamment en termes d'âge, permis et vitesse :
| Pays            | Âge                          | Formation obligatoire                 | Vitesse maximum (km/h)                                        |
| --------------- | ---------------------------- | ------------------------------------- | ------------------------------------------------------------- |
| Allemagne       | 15                           | Examen théorique                      | 25                                                            |
| Allemagne       | 16                           | Examen théorique et pratique          | 45                                                            |
| Autriche        | 15                           | Examen théorique + formation pratique | 45                                                            |
| Belgique        | 16                           | Aucun                                 | 25                                                            |
| Belgique        | 16                           | Examen théorique et pratique          | 45                                                            |
| Danemark        | 16                           | Examen théorique et pratique          | 30                                                            |
| Danemark        | 18                           | Examen théorique et pratique          | 45                                                            |
| Espagne         | 14                           | Examen théorique                      | 45                                                            |
| Finlande        | 15                           | Aucun                                 | 45                                                            |
| France          | 14                           | Examen théorique + formation pratique | 45                                                            |
| France          | Né avant le 1er janvier 1988 | Aucun                                 | 45                                                            |
| Grande-Bretagne | 16                           | Examen théorique et pratique          | 45                                                            |
| Grèce           | 16                           | Examen théorique et pratique          | 45                                                            |
| Irlande         | 16                           | Examen théorique et pratique          | 45                                                            |
| Islande         | 15                           | Examen théorique et pratique          | 45                                                            |
| Italie          | 14                           | Examen théorique et pratique          | 45                                                            |
| Luxembourg      | 16                           | Examen théorique                      | 45                                                            |
| Norvège         | 16                           | Examen théorique et pratique          | 45                                                            |
| Pays-Bas        | 16                           | Examen théorique et pratique          | 45                                                            |
| Portugal        | 15                           | Examen théorique et pratique          | 45                                                            |
| Suède           | 15                           | Aucun                                 | 25                                                            |
| Suède           | 15                           | Examen théorique                      | 45                                                            |
| Suisse          | 14                           | Examen théorique                      | 30 (véhicules à combustion) et 45 (vélos électriques 45 km/h) |

### Amérique du Nord

#### Canada
Un cyclomoteur est un véhicule qui a deux volets : 
1. Est équipé de deux roues disposées l'une derrière l'autre ou de trois roues, chacune desquelles ayant un diamètre supérieur à 250 mm ;
2. Est équipé d'un siège ou d'une selle dont la partie la plus avancée se trouve, à vide, à 650 mm au moins du sol ;
3. Peut être propulsé à tout moment au moyen d'un pédalier uniquement s'il en est équipé, d'un moteur uniquement ou des deux à la fois. Le moteur du véhicule a une cylindrée qui n'est pas supérieure à 50 cm3 ou 3,1 ci à essence, ou fonctionne à l'électricité et ne permet pas à la bicyclette d'atteindre une vitesse supérieure à 50 km/h.

Une bicyclette de type scooter n’a pas besoin de satisfaire à des normes de sécurité fédérales et peut atteindre une vitesse maximale de 50 km/h. Les motocyclettes à vitesse limitée (MVL) doivent obligatoirement satisfaire à plusieurs normes de sécurité fédérales et peuvent atteindre une vitesse maximale de 70 km/h là où la vitesse maximale des cyclomoteurs est de 50 km/h. Contrairement aux utilisateurs de motocyclettes à vitesse limitée (MVL) et de cyclomoteurs, les utilisateurs de bicyclettes à essence ou électriques de type scooter n’ont besoin d’aucun permis, d’aucune assurance ni d’aucune immatriculation (correctif : il faut un permis, des plaques et des assurances pour rouler sur un scooter au Canada).
Dans huit provinces, on distingue deux types de cyclomoteurs : 
1. Courte distance, style bicyclette ;
2. Longue distance, style motocyclette.

Le cyclomoteur (ou « moped ») a une vitesse maximale de 50 km/h, doit être équipé de pédales et ne possède pas d'embrayage à pied/main ni de boîte de vitesses.
À l’heure actuelle[Quand ?], au Canada, sept provinces et un territoire (Colombie-Britannique, Alberta, Saskatchewan, Manitoba, Québec, Nouvelle-Écosse, Terre-Neuve-et-Labrador et le Territoire du Yukon) autorisent la conduite des bicyclettes assistées sur les voies publiques ou les traitent comme des bicyclettes ordinaires et (non comme des véhicules motorisés). De ces huit provinces, quatre imposent un âge minimal : 12 ans en Alberta, 14 ans au Manitoba et 16 ans en Colombie-Britannique et au Québec.
Au Canada, un cyclomoteur est un vélomoteur équipé de pédales qui peuvent fonctionner en tout temps ayant une vitesse maximale de 50 km/h (31 mph).
Une bicyclette assistée est un vélo :
1. Qui est équipé de pédales qui peuvent fonctionner en tout temps pour propulser la bicyclette ;
2. Qui ne pèse pas plus de 55 kg (121 lb) ;
3. Qui n'a pas la main ou à pédale d'embrayage ou de boîte de vitesses actionnée par le moteur et transmettant la puissance à la roue motrice ;
4. Qui a un moteur joint entraîné par l'électricité ou d'une cylindrée ne dépassant pas 50 cm3 (3,1 ci), et
5. Qui n'a pas une puissance suffisante pour permettre à la bicyclette d'atteindre une vitesse supérieure à 50 km/h (31 mph) sur un terrain plat dans un rayon de 2 km (1,2 mi) à partir d'un départ arrêté (« school »).

Il est recommandé pour les moins de 18 ans de posséder un permis de conduire comme pour les vélos assistés électriques.
Il est important si vous faites des recherches de faire attention d'indiquer qu'il s'agit de vélos à pédales. La ligne est mince entre certains autres produits sur le marché.

#### États-Unis
Aux États-Unis, le cyclomoteur est un deux-roues de moins de 50 cm3, ne dépassant pas 30 mph (soit 48 km/h).
Il est beaucoup moins répandu qu'en Europe dans la mesure où l'âge minimum pour le conduire est de 16 ans et nécessite le permis de conduire. Or l'âge minimum pour conduire une voiture (âge variable d'un état à l'autre) est également de 16 ans et le permis de conduire auto est plus facile à obtenir qu'en France et est surtout beaucoup moins cher. Les ados passent alors souvent, directement du vélo à la voiture.
Cependant, même si le cyclomoteur est rare aujourd'hui sur les routes américaines, cela n'a pas toujours été le cas,. En effet, à la fin des années 1970, les États-Unis étaient en pénurie de pétrole. Les Américains s'intéressent alors à la fameuse moped (désignation anglo-saxonne du cyclomoteur), économe, fiable, pratique et idéale pour de petites distances. Les États-Unis importent alors pas moins de 200 000 cyclomoteurs européens en cinq ans, notamment des Puch, Tomos, Derbi, Piaggio et Vespa et même des Peugeot et Motobécane. Celles-ci font recette auprès des lycées et étudiants américains.
Toutefois, faute de réparateur et de véritable réseau de distribution aux États-Unis, la plupart des cyclomoteurs finissent au fond d'un garage dans les années 1980.
La moped revient toutefois à la mode outre-atlantique depuis les années 2000 et rassemble de nombreux passionnés.
Par ailleurs, dans certaines grandes villes comme New-York, les new-yorkais, las des retards à répétition dans le métro et des embouteillages sans fin sont en quête d'un nouveau mode de transport pour se faufiler entre les voitures et s'orientent vers le cyclomoteur. Il s'agit par ailleurs du seul type de deux-roues motorisés qui peut être conduit avec le seul permis voiture (au-delà de 50 cm3 ou de 48 km/h (30 mph), le permis moto est obligatoire et il n'existe pas, comme dans la plupart des pays européens, de catégorie « motocyclette légère »).

## Caractéristiques

### Moteur
Celui-ci a une cylindrée de 50 cm3 au maximum. Il peut être de type deux-temps ; soit à carburateur, soit à injection, et de plus en plus, à cause des normes antipollution, de type quatre-temps.

### Transmission
La transmission du moteur à la roue comporte :
- un embrayage, centrifuge ou manuel ;
- suivi d'un variateur ou d'une boîte de vitesses ;
- puis d'une transmission entrainant l'axe de la roue arrière :
  - par chaîne et pignons (Mobylette),
  - par courroie et poulies (Ciao),
  - par pignons (scooter),
  - par un galet sur la bande de roulement du pneu. Exemples :
    - VéloSoleX : roue avant,
    - Terrot Lutin : roue arrière.

La démultiplication est habituellement gérée par un variateur automatique ou une boîte de vitesses commandée au pied ou au guidon.
Certains des tout premiers cyclomoteurs n'avaient cependant aucun de ces équipements, tels les premiers VéloSoleX et les premières Mobylette (type AV3) sur lesquels il fallait faire caler le moteur lors de l'arrêt et utiliser les pédales lors du démarrage pour relancer le moteur, à la manière des motos du début du XXe siècle.

## Équipements obligatoires du conducteur

### Belgique
- Un casque homologué.
- Pour les cyclomoteurs de classe B (vitesse maximale de 45 km/h), un permis de conduire de catégorie AM.

Il est indiqué à l’article 36 de l’arrêté royal portant règlement général sur la police de la circulation routière et de l’usage de la voie publique que les conducteurs de motocyclettes et de cyclomoteurs doivent porter un casque de protection. Le port de vêtements de protection est uniquement obligatoire pour les conducteurs de motocyclettes, il ne l’est donc pas pour les conducteurs de cyclomoteurs.

### France
- Un casque homologué avec marquage NF ou CE (sur tout le territoire français depuis le 1er octobre 1976 par l'arrêté du 8 juillet 1976[11],[12],[13],[14],[15]).
- Des gants de protection avec marquage CE (depuis le 20 novembre 2016 par le décret no 2016-1232[16],[17],[18]).
- Le permis AM ou le BSR (brevet de sécurité routière). Cette mesure s'applique uniquement aux personnes âgées de 14 ans à compter du 1er janvier 2004 (c'est-à-dire nées après le 1er janvier 1988) et n'ayant jamais obtenu de permis de conduire. Pour pouvoir passer le permis AM, il est obligatoire de posséder l'ASSR1, qui est obtenu au collège en classe de cinquième et l'ASSR2 en troisième ou l'ASR[19].

### Nigeria
- Un casque homologué.
- Le permis de conduire de catégorie M (max. 30 km/h pour les cyclomoteurs à combustion et max. 45 km/h pour les vélos électriques rapides)[20] ou A1 limité (vitesse illimitée, motocycles d'une puissance maximale de 35 kW et un rapport puissance/poids maximal de 0,20 kW/kg).

## Bridage des modifications en Europe
Le débridage ou kitage du moteur est interdit mais fréquent (en 2013, un cyclomoteur sur deux serait débridé ou kité, leur proportion dépasserait 80 % en agglomération), il permet à la plupart des cyclomoteurs de dépasser la vitesse limite de 45 km/h (ou 25 ou 30 km/h selon les pays). En effet, en l'absence de bridage, le moteur d'origine d'un cyclomoteur permet de rouler bien au-delà des 45 km/h autorisés en France ou les 30 km/h autorisés en Suisse :
- 60 - 65 km/h pour les cyclomoteurs traditionnels (type Mobylette) voire 70 - 80 km/h pour certains modèles (notamment les dernières Peugeot 103 et MBK 51) ;
- 60 - 65 km/h pour les cyclomoteurs de type scooter avec moteur 4T (qui reste toutefois peu rapide même débridé) ;
- 70 - 75 km/h pour les cyclomoteurs de type scooter avec moteur 2T, voire 80 - 90  km/h pour certains modèles « racing » ;
- 80 - 90 km/h pour les cyclomoteurs de type mécaboite voire 100 - 110 km/h pour certains modèles « racing ». C'est sans nul doute le type de cyclomoteur le plus fréquemment débridé.

Pour éviter de dépasser 30 km/h réglementaires en Suisse, les constructeurs ont recours au bridage du moteur pour l’empêcher de délivrer sa puissance d'origine. Le bridage peut être effectué au niveau :
- de l'échappement, ce type de bridage est surtout utilisé sur les machines 2T, très sensibles au type d'échappement ;
- de l'admission (carburateur, injecteur, clapets, etc.) ;
- de la transmission (bridage du variateur, transmission courte pour les transmissions par chaîne) ;
- de l'allumage, dans le cas d'un bridage électronique. Ce type de bridage est surtout utilisé sur les machines 4T, plus rarement sur des modèles 2T.

Les constructeurs combinent généralement plusieurs types de bridage. Par exemple, un scooter 2T sera bridé généralement au niveau de l'échappement, du variateur et de l'admission. Une machine 4T combinera souvent, bridage électronique, variateur, et admission.
Le débridage consiste donc à désactiver ces dispositifs afin de permettre au moteur de retrouver sa puissance d'origine. Mais il existe une pratique encore plus dangereuse : le « kitage » qui consiste, en plus de débrider la machine, à remplacer certains éléments du moteur par des pièces réservées à la compétition ou des modèles de plus grosses cylindrées (cylindre, échappement non homologué, gros carburateur, etc.). Un cyclomoteur kité peut ainsi rouler, en toute illégalité, à plus de 120 km/h au lieu des 30 km/h autorisés en Suisse, avec une partie-cycle totalement inadaptée (freins, pneus, suspensions, qui se détériorent rapidement, avec une efficacité considérablement réduite), une consommation élevée, et un moteur peu fiable (serrages fréquents). L'engin devient alors extrêmement dangereux, tant pour le conducteur que pour les autres usagers.
Du point de vue de la loi, circuler avec un cyclomoteur débridé ou kité sur route (même si on est titulaire du permis de conduire) est constitutif d'une contravention de quatrième classe passible d'une peine d'amende de 135 CHF, d'une immobilisation de l'engin avec obligation de remise en conformité. Une confiscation définitive peut également être prononcée par un tribunal. Pour déceler un engin débridé, les forces de l’ordre peuvent utiliser à leur guise : le compteur de vitesse de leur voiture ou moto, un radar, un banc de puissance, etc.
Les modifications esthétiques sont quant à elles autorisées tant qu'elles n'entravent pas la sécurité du conducteur et d'autrui, qu'elles ne suppriment pas les équipements obligatoires ni ne leur provoquent de dysfonctionnement. Les mesures doivent elles rester identiques à celles d'origine (poids, taille des pneumatiques, longueur de la transmission). Par exemple : peinture, kit déco, remplacement des clignotants, rétroviseur, pot d'échappement homologué, guidon, poignées, plaque phare, feu arrière (en France comme dans les autres pays d'Europe, toutes ces nouvelles pièces doivent être homologuées).
L'engin doit être conforme à un type réceptionné. Même l'allongement de la transmission (en mettant une couronne plus petite ou pignon plus gros sur une transmission par chaîne par exemple), la modification ou remplacement du variateur ou de l'embrayage par un modèle « compétition » sont également strictement interdites. Les assureurs et leurs experts se fondent sur les rapports d'experts et des constructeurs et vérifient en cas d'accident grave l'absence de toute modification ayant entraîné une augmentation de la puissance, de la cylindrée ou de la vitesse maximum non signalée au contrat.

## Différentes familles de cyclomoteurs en Europe
On distingue quatre grandes familles de cyclomoteurs en Europe :
- cyclomoteurs traditionnels avec ou sans variateur (communément appelés « mobylettes » en France), très à la mode entre les années 1960 à 1990. Aujourd'hui, le cyclomoteur traditionnel s'efface progressivement depuis les années 2000, malgré ses tarifs modestes (entre 800 et 1 000 € neuf) ;
- cyclomoteurs à variateur de type « scooter », le plus répandu aujourd'hui ; abordable, il doit son succès sans doute au célèbre Booster-BW's qui a lancé la mode du scooter chez les jeunes[réf. nécessaire]. Cette mode s'est nettement accentuée avec l'arrivée de scooters meilleur marché et surtout bien plus sûrs qu'au début des années 1990. Aujourd'hui, on trouve tout type de scooters à tous les prix. De moins de 1 000 € pour une machine simple et pratique à 2 500 € pour une machine de type « GT » ressemblant à s'y méprendre à un scooter de 125 cm3 ;
- cyclomoteurs à boîte de vitesses manuelle de type « moto », appelés « mécaboîte » ou simplement « 50 ». Malgré son tarif élevé (souvent plus de 2 500 €), il connaît un succès grandissant depuis la réintroduction de cyclomoteurs à boîte de vitesses manuelle en France en 1996, tant sa conduite se rapproche de celle d'une vraie moto, et son aspect sécurisant. Ce cyclomoteur ressemble en effet à une « vraie moto ». C'est par ailleurs la réintroduction de ce type de cyclomoteur, ainsi que l'évolution des scooters, qui entraîneront le déclin progressif du cyclomoteur traditionnel ;
- et depuis peu, des cyclomoteurs de type cyclos électriques. Il s'agit de « vélos électriques » dont le pédalage peut être assisté jusqu’à 45 km/h, et/ou qui ont des moteurs développant plus de 250 W, ou qui peuvent fonctionner sans pédales, contrairement aux VAE traditionnels. Très écologique[pas clair], léger et maniable, c'est sans doute la « mobylette » du futur. Mais ce type d'engin est encore marginal, notamment en raison de son coût d’acquisition encore élevé (souvent plus de 3 000 €). La concurrence est donc très rude face aux scooters bien implantés et bien moins chers. Toutefois, des subventions peuvent être accordés par certaines municipalités ou certains conseils régionaux ou départementaux pour l'acquisition d'un cyclomoteur ou scooter électrique considérés comme non polluants.